# Alfred Gilgen

Alfred Gilgen (1975)

Alfred Gilgen (* 28. November 1930 in Zürich; † 12. Februar 2018) war ein Schweizer Politiker (LdU). Er war 24 Jahre Zürcher Regierungsrat.

## Leben
Gilgen studierte Medizin an der Universität Zürich. 1959 wurde er zum ersten Mal in den Kantonsrat gewählt und 1963 wiedergewählt. 1969/70 war er Präsident des Kantonsrates. 1971 wurde er Regierungsrat (Kantonsregierung) und übernahm in dieser Funktion das Ressort der Erziehungsdirektion, das er in einer ungewöhnlich langen Amtszeit von 24 Jahren leitete. 1975/1976, 1982/1983, 1987/1988, 1991/1992 war er Regierungspräsident.
In der Schweizer Armee hatte Gilgen den Rang eines Obersts. Im Spiegel wurde ihm 1978 vorgeworfen, als „Erziehungschef“ des Universitätskantons Zürich „Wegbereiter einer systematischen Gesinnungsüberprüfung“ zu sein.